# Melissa McIntyre
Pour les articles homonymes, voir McIntyre.
Melissa Adaleigh McIntyre est une actrice canadienne née le 31 mai 1986 à Port Colborne, en Ontario (Canada).

## Biographie
Melissa a commencé le théâtre très jeune dans des pièces telles que Le Magicien d'Oz ou Le Jardin Secret. Elle fait ses débuts à la télévision à onze ans dans la série Timesweep, mais aussi dans Real Kids, Real Adventures. 
En 2001, elle atteint la renommée grâce à son rôle dans Degrassi: La Nouvelle Génération, où elle interprète le rôle d'Ashley Kerwin. 
Elle quitte la série au bout de la quatrième saison, mais continue d’apparaître occasionnellement dans les autres saisons.
Depuis 2012, elle fait partie d'un groupe de musique, Fortune, avec l'ancien chanteur de INXS JD Fortune.

## Filmographie
- 1987 : Timesweep (vidéo) : Nest alien
- 1998 : Real Kids, Real Adventures (série télévisée)
- 2000 : Mattimeo: A Tale of Redwall (série télévisée) : Cornflower (voix)
- 2005 : Sue Thomas, l'œil du FBI (Sue Thomas: F.B.Eye) (série télévisée) : Heather
- 2008 : Degrassi : La Nouvelle Génération (Degrassi: The Next Generation) (série télévisée) : Ashley Kerwin
- 2008 : Degrassi Spring Break Movie (TV) : Ashley Kerwin